# Idaea basinta
Idaea basinta är en fjärilsart som beskrevs av William Schaus 1901. Idaea basinta ingår i släktet Idaea och familjen mätare. Inga underarter finns listade i Catalogue of Life.